# Gregg Landaker
Gregg Landaker est un ingénieur du son américain né en 1951.

## Biographie
Après avoir commencé chez Disney, il travaille au mixage sonore de nombreux films pour divers autres studios, comme Universal Pictures ou Warner Bros..
À partir de 1978, il travaille chez Up Is Louder inc., dont il est le président depuis février 1990.

## Filmographie (sélection)
- 1979 : Star Trek, le film (Star Trek: The Motion Picture) de Robert Wise
- 1980 : Le Chanteur de jazz (The Jazz Singer) de Richard Fleischer
- 1980 : Des gens comme les autres (Ordinary People) de Robert Redford
- 1980 : Star Wars, épisode V : L'Empire contre-attaque (Star Wars: Episode V – The Empire Strikes Back) d'Irvin Kershner
- 1981 : Les Aventuriers de l'arche perdue (Raiders of the Lost Ark) de Steven Spielberg
- 1981 : New York 1997 (Escape from New York) de John Carpenter
- 1981 : Le facteur sonne toujours deux fois (The Postman Always Rings Twice) de Bob Rafelson
- 1982 : 48 Heures (48 Hrs.) de Walter Hill
- 1982 : Rambo (First Blood) de Ted Kotcheff
- 1982 : The Thing de John Carpenter
- 1982 : Rocky 3 de Sylvester Stallone
- 1983 : Dead Zone (The Dead Zone) de David Cronenberg
- 1983 : La Quatrième Dimension (Twilight Zone: The Movie) de John Landis, Steven Spielberg, Joe Dante et George Miller
- 1984 : Le Flic de Beverly Hills (Beverly Hills Cop) de Martin Brest
- 1984 : L'Hôtel New Hampshire (The Hotel New Hampshire) de Tony Richardson
- 1986 : Jumpin' Jack Flash de Penny Marshall
- 1988 : Beetlejuice de Tim Burton
- 1990 : Le Parrain 3 (Mario Puzo's The Godfather: Part III) de Francis Ford Coppola
- 1990 : Misery de Rob Reiner
- 1990 : Fenêtre sur Pacifique (Pacific Heights) de John Schlesinger
- 1990 : 48 Heures de plus (Another 48 Hrs.) de Walter Hill
- 1991 : JFK d'Oliver Stone
- 1991 : La Famille Addams (The Addams Family) de Barry Sonnenfeld
- 1991 : Hudson Hawk, gentleman et cambrioleur (Hudson Hawk) de Michael Lehmann
- 1991 : The Indian Runner de Sean Penn
- 1991 : The Doors d'Oliver Stone
- 1994 : Speed de Jan de Bont
- 1994 : Guet-apens (The Getaway) de Roger Donaldson
- 1995 : Waterworld de Kevin Reynolds
- 1996 : Twister de Jan de Bont
- 1996 : Sergent Bilko (Sgt. Bilko) de Jonathan Lynn
- 1997 : Speed 2 : Cap sur le danger (Speed 2: Cruise Control) de Jan de Bont
- 1998 : Fourmiz (Antz) d'Eric Darnell et Tim Johnson
- 1998 : Code Mercury (Mercury Rising) d'Harold Becker
- 1999 : Le Déshonneur d'Elisabeth Campbell (The General's Daughter) de Simon West
- 2000 : U-571 de Jonathan Mostow
- 2001 : Lara Croft: Tomb Raider de Simon West
- 2002 : Le Roi scorpion (The Scorpion King) de Chuck Russell
- 2005 : 40 ans, toujours puceau (The 40 Year-Old Virgin) de Judd Apatow
- 2008 : Le Jour où la Terre s'arrêta (The Day the Earth Stood Still) de Scott Derrickson
- 2011 : Les Marches du pouvoir (The Ides of March) de George Clooney
- 2011 : Very Bad Trip 2 (The Hangover Part II) de Todd Phillips
- 2012 : The Dark Knight Rises de Christopher Nolan
- 2014 : Interstellar de Christopher Nolan
- 2015 : San Andreas (San Francisco) de Brad Peyton

## Distinctions

### Récompenses
- Oscar du meilleur mixage de son
  - en 1981 pour L'Empire contre-attaque
  - en 1982 pour Les Aventuriers de l'arche perdue
  - en 1995 pour Speed
- British Academy Film Award du meilleur son
  - en 1993 pour JFK
  - en 1995 pour Speed

### Nominations
- Oscar du meilleur mixage de son
  - en 1992 pour JFK
  - en 1996 pour Waterworld
  - en 1997 pour Twister
  - en 2001 pour U-571
  - en 2015 pour Interstellar
- Cinema Audio Society Prix du Meilleur mixage sonore d'un film
  - en 1995 pour Speed
  - en 1997 pour Twister
  - en 2001 pour U-571
  - en 2015 pour Interstellar